# Estapedectomía
La estapedectomia es una técnica de cirugía que se emplea en otorrinolaringología para tratar determinados tipos de sordera. Está indicada en caso de pérdida de audición provocada por otoesclerosis. La otoesclerosis se debe a perdida de movilidad entre la cadena de huesecillos que forman el oído medio. El nombre de la intervención procede del término estapedio (estribo) y el sufijo tomía que significa cortar.

## Técnica quirúrgica
La estapedectomía consiste en la extirpación del estribo y su sustitución por una prótesis, con la finalidad de conseguir mejorar la movilidad de la cadena de huesecillos que forman el oído medio (martillo, yunque, lenticular y estribo) facilitando la transmisión de las ondas sonoras y mejorando la audición. El abordaje quirúrgico puede realizarse a través del conducto auditivo externo, o bien por vía retroauricular, es decir practicando una incisión detrás de la oreja.

## Complicaciones
Las principales complicaciones que pueden producirse como consecuencia de la estapedectomía son la perforación del tímpano, las infecciones del oído medio (otitis media) y la sección accidental del nervio facial, la cual origina como secuela una parálisis facial. En algunos casos la audición no mejora tras la intervención y puede incluso empeorar, aunque en general  la estapedectomía suele ser una operación muy exitosa con tasas de éxito que oscilan entre el 80% y el 95.
- Parálisis facial
- Vértigo en el postoperatorio inmediato
- Vómitos
- Chorro de perilinfa
- Placa de pie flotante
- Desgarro de la membrana timpánica
- Laberinto muerto
- Fístula perilinfa
- Laberintitis
- Granuloma (reparador)
- Tinnitus

Cuando se realiza una estapedectomía en el oído medio con una placa de base fijada congénitamente, los resultados pueden ser excelentes, pero el riesgo de daño auditivo es mayor que cuando se extrae y reemplaza el hueso del estribo (para la otosclerosis). Esto se debe principalmente al riesgo de que existan anomalías adicionales en el oído congénitamente anormal. Si existe alta presión dentro del compartimento de líquido que se encuentra justo debajo de la plataforma del estribo, entonces puede producirse un chorro de agua perilinfático cuando se retira el estribo. Incluso sin complicaciones inmediatas durante la cirugía, siempre existe la preocupación de que se forme una fístula perilinfa en el posoperatorio.
En 1995, Glasscock et al. publicó una revisión unicéntrica de 25 años de más de 900 pacientes que se sometieron a estapedectomía y estapedotomía y encontró las siguientes tasas de complicaciones: granuloma reparativo 1.3%, perforación de la membrana timpánica 1.0%, pérdida auditiva neurosensorial total 0.6%, pérdida auditiva neurosensorial parcial 0.3%, y vértigo 0,3%. En esta serie, no hubo incidencia de parálisis del nervio facial o tinnitus.

## Estapedotomía
Muchos cirujanos otológicos consideran que una operación modificada del estribo, llamada estapedotomía , es más segura y reduce las posibilidades de complicaciones posoperatorias. En la estapedotomía, en lugar de quitar toda la placa de base del estribo, se hace un pequeño orificio en la placa de base, ya sea con un microperforador o con un láser, y se coloca una prótesis para tocar esta área, la ventana ovalada. Este procedimiento se puede mejorar aún más mediante el uso de un sello de injerto de tejido de la fenestra, que ahora es una práctica común. 
La estapedotomía con láser es una técnica quirúrgica bien establecida para el tratamiento de la hipoacusia conductiva debida a la otosclerosis. El procedimiento crea una pequeña abertura en el estribo (el hueso más pequeño del cuerpo humano) en la que se coloca una prótesis. El láser de CO 2 permite al cirujano crear orificios muy pequeños y colocados con precisión sin aumentar la temperatura del líquido del oído interno en más de un grado, al tiempo que disminuye el riesgo de fractura de la placa de base, lo que la convierte en una solución quirúrgica extremadamente segura. El diámetro del orificio se puede predeterminar de acuerdo con el diámetro de la prótesis. El tratamiento se puede completar en una sola visita de operación usando anestesia, normalmente seguida de una o dos noches de hospitalización con el tiempo de recuperación en el hogar posterior en cuestión de días o semanas.

## Galería anatómica

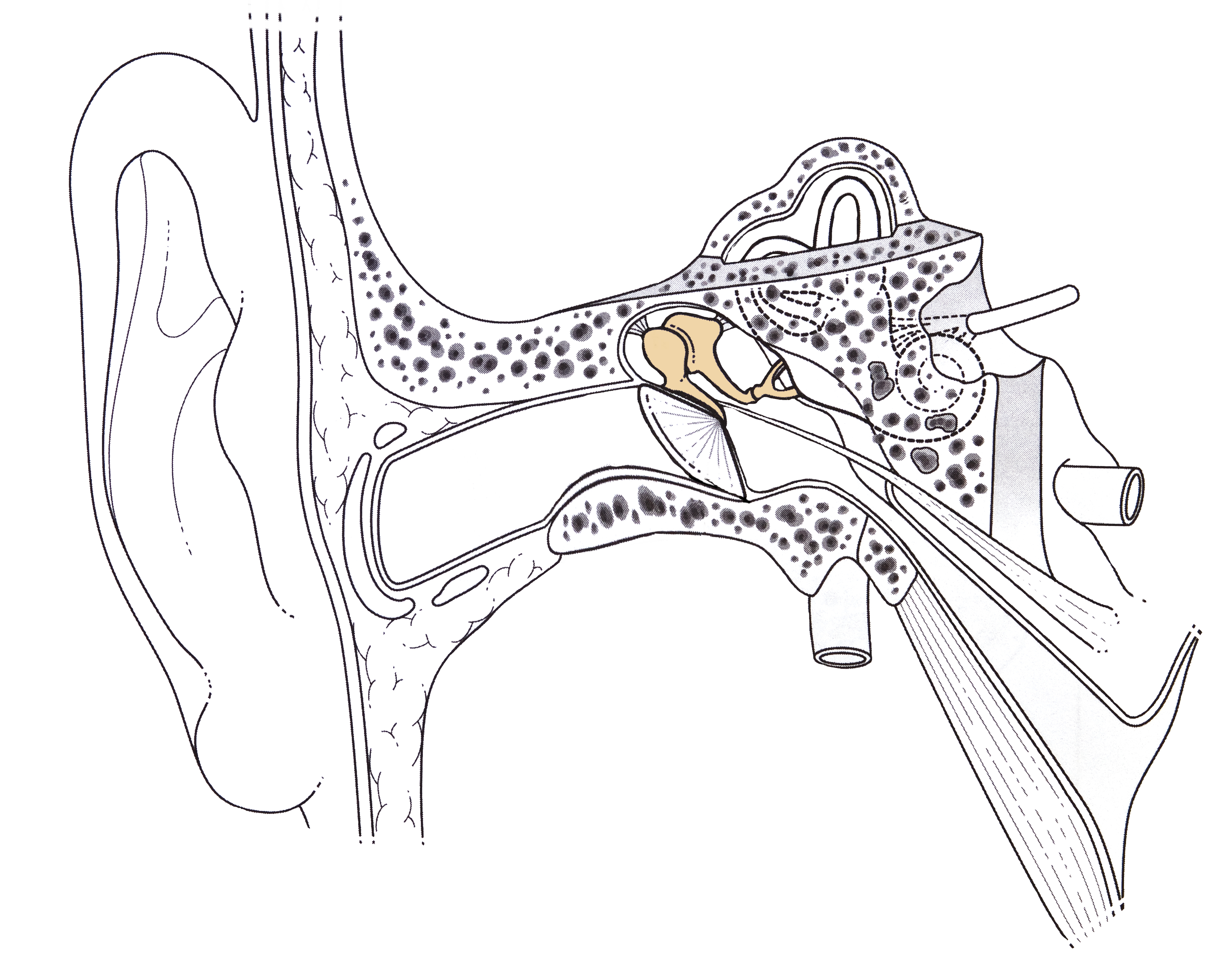
Localización de la cadena de huesecillos del oído
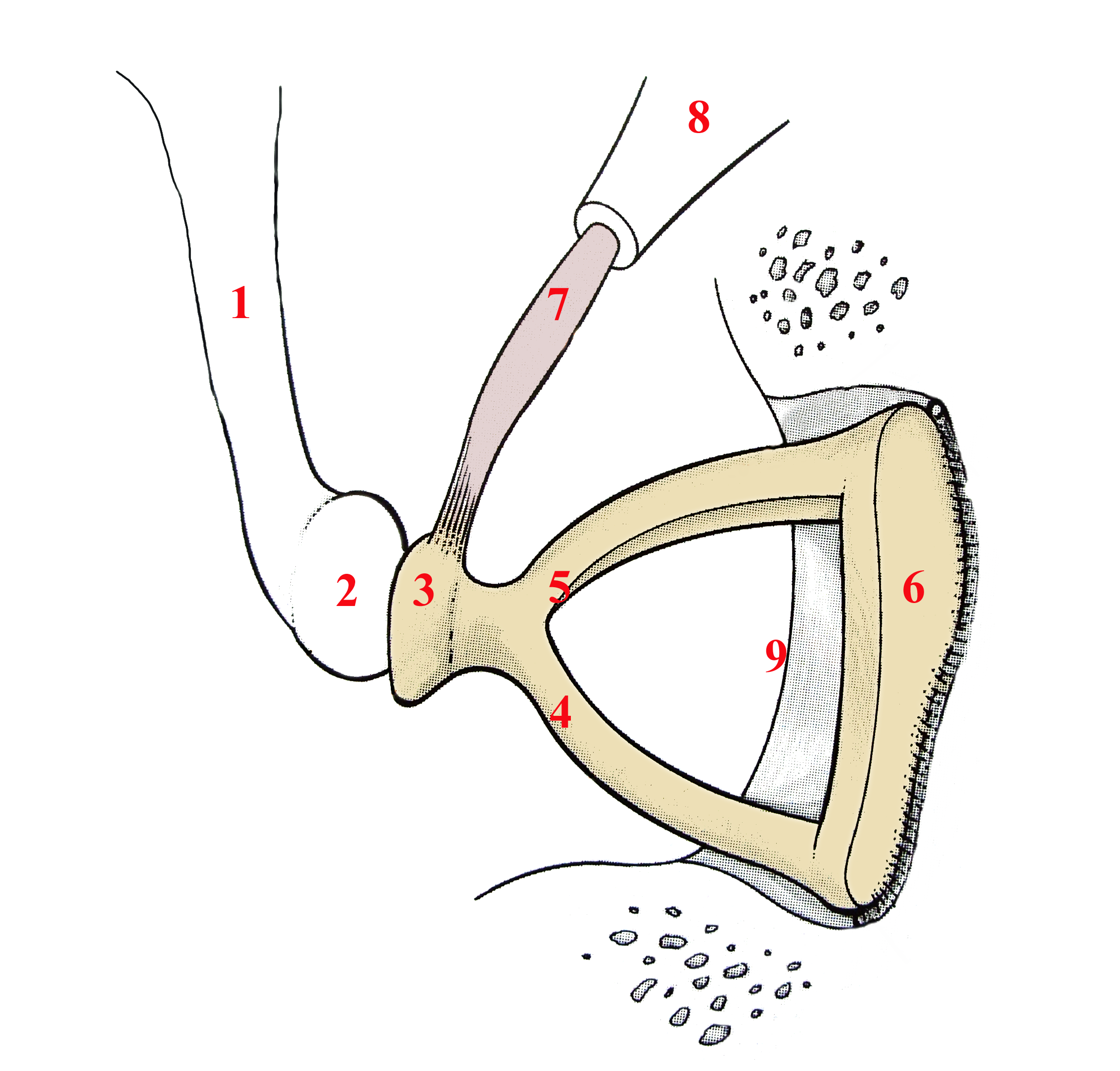
Estribo en oído derecho
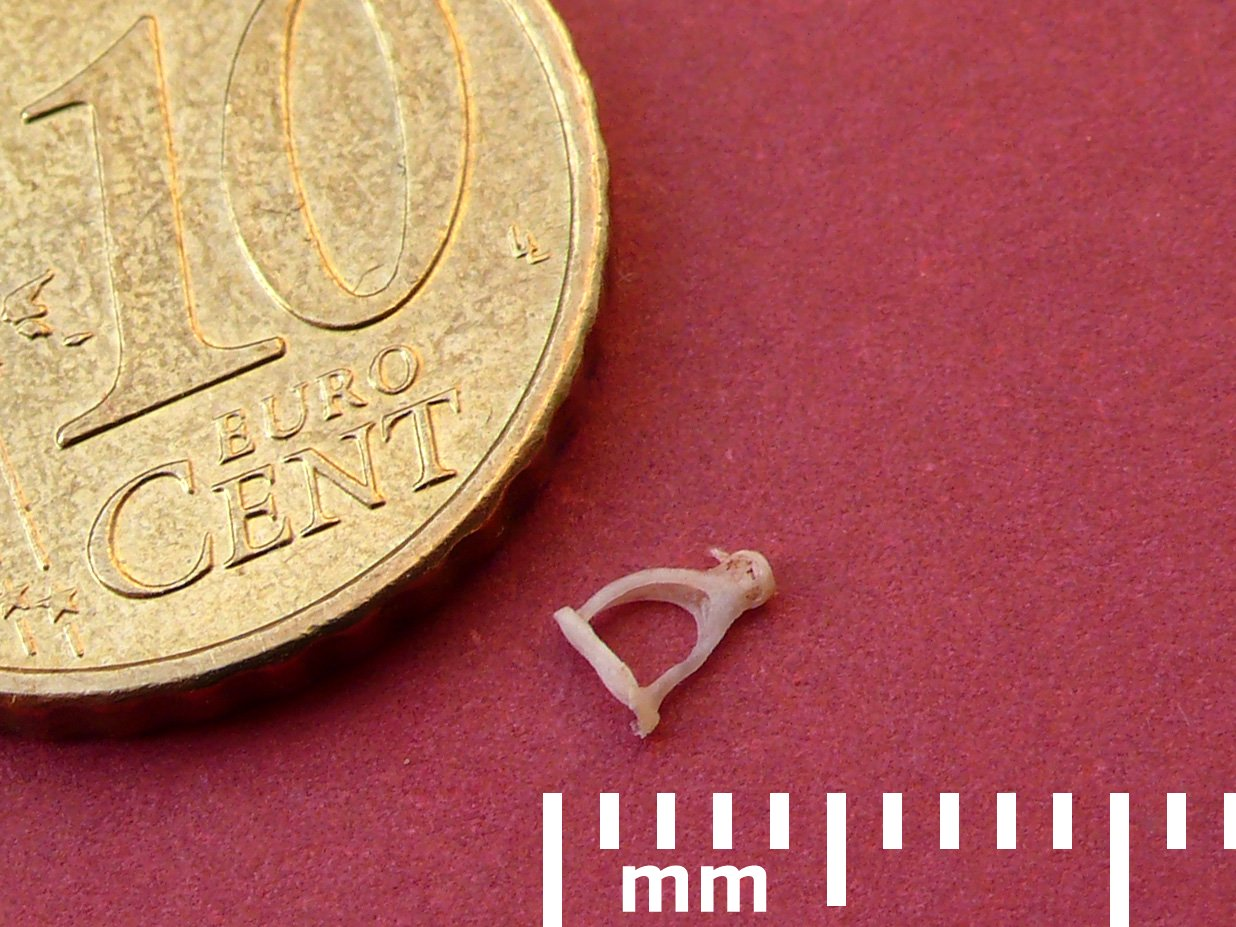
Tamaño relativo del estribo